# Lispe bipunctata
Lispe bipunctata är en tvåvingeart som beskrevs av Seguy 1938. Lispe bipunctata ingår i släktet Lispe och familjen husflugor.
Artens utbredningsområde är Etiopien. Inga underarter finns listade i Catalogue of Life.